# Mikhaïl Kuzmín
Mikhaïl Alekséievitx Kuzmín, (rus: Михаи́л Алексе́евич Кузми́н; Iaroslavl, 18 d'octubre de 1872-Leningrad, 1 de març de 1936) va ser un poeta, músic i novel·lista rus, conegut per la seva contribució a l'edat de plata de la literatura russa.

## Biografia
Nascut en una família noble de Iaroslavl, Kuzmín va créixer a Sant Petersburg i va estudiar música al Conservatori de Sant Petersburg amb Nikolai Rimski-Kórsakov. No es va graduar, però més endavant va explicar el seu moviment cap a la poesia: "És més fàcil i més simple. La poesia cau ja feta des del cel, com el mannà en les boques dels israelites al desert". Però no va abandonar la música; va compondre la música per a la producció de 1906 de Vsévolod Meierhold de l'obra d'Aleksandr Blok Balaganchik, i les seves cançons eren populars entre l'elit de Sant Petersburg.
Un dels seus amics més propers i influència important en la seva joventut va ser el poliglota aristòcrata germanòfil Gueorgui Txitxerin (que més tard entraria al servei diplomàtic i després de la Revolució d'Octubre esdevindria comissari del Poble d'Afers Exteriors), un seguidor apassionat de Wagner i Nietzsche. Una altra influència forta van ser els seus viatges, primer a Egipte i Itàlia, i al nord de Rússia, on va quedar profundament impressionat pels vells creients. Un cop establert a Sant Petersburg, va ser proper al cercle Mir iskusstva. Els seus primers escrits es van publicar el 1905 i van atreure l'atenció de Valeri Briússov, que el va convidar a contribuir en la seva influent revista literària Vessí, centre del moviment simbolista, en què el 1906 va publicar les seves "cançons alexandrines" seguint el model de Les cançons de Bilitis, de Pierre Louÿs i la primera novel·la russa de temàtica homosexual, Krilia, que va aconseguir notorietat ràpidament i que el va fer un escriptor àmpliament popular. El 1908 va aparèixer el seu primer poemari, Seti.
El 1908 va viure amb Serguei Sudéikin i la seva primera esposa Olga Glébova, amb qui s'havia casat només l'any anterior; quan Olga va descobrir que el seu marit tenia una aventura amb Kuzmín, va insistir a Kuzmín que marxés. Malgrat aquest contratemps, es considera que Kuzmín, Sudéikin i Glébova van continuar mantenint una relació professional productiva i van col·laborar en molts projectes, sobretot pels cabarets de Sant Petersburg." Kuzmín també va ser un dels poetes favorits de la segona esposa de Sudéikin, Vera de Bosset, i el seu àlbum conté diversos poemes manuscrits de Kuzmín.
L'associació de Kuzmín amb els simbolistes mai va ser definitiva, i el 1910 va ajudar a donar lloc al moviment acmeista amb el seu assaig O prekrasnoi yasnosti, en què atacava els "abillaments còsmics, foscos i incomprensibles" i va instar a ser "lògic en la concepció, la construcció de l'obra, la sintaxi; estima la paraula, com Flaubert, sigues econòmic en els mitjans i avar en les paraules, precís i genuí, i trobaràs el secret d'una cosa increïble —la bella claredat—, que jo anomenaria clarisme". No va continuar formant part del grup dels simbolistes, però personalment va associar-se amb altres membres. Entre 1910 i 1912 va viure al famós apartament (anomenat la Torre) del poeta Viatxeslav Ivànov, que va ser una altra influència formativa dels acmeistes, i va ser amic d'Anna Akhmàtova; per a ella va escriure el prefaci del seu primer poemari Vecher. Després, Kuzmín es va enemistar amb Akhmàtova, probablement a causa d'una crítica que Kusmín va escriure el 1923 i que a ella li va semblar condescendent. Llavors, ella el va representar com un prototip d'un dels dolents en el seu "Poema sense heroi".
L'últim volum de poesia que Kuzmín va publicar durant la seva vida va ser Forel razbivaiet liod (1929), un llibre de poesia narrativa.

## Llegat
El poeta i crític Aleksei Purin creu que la tradició de la literatura russa obertament "tràgica" i orientada socialment s'ha esgotat i que cal orientar-la cap a una tradició més personal i artística exemplificada per Kuzmín i Vladímir Nabókov. Cita Innokenti Ànnenski per dir que era important evitar "la persistent acollida del "com tothom" i escriu: "És precisament la poesia d'Ànnenski i Kuzmín que a principis del segle xx va fer el primer i decisiu pas d'aquest "com tothom" —en el sentit dels detalls psicològicament interpretats i la paraula quotidiana, en la direcció de l'entonació viva—, un pas per comparar, potser, només amb la revolució de Puixkin. Tot èxit de la lírica russa posterior és inimaginable sense això.
Óssip Mandelxtam, en la seva crítica a On Contemporary Poetry (1916) va escriure:
El classicisme de Kuzmín és captivador. Que plaent és llegir un poeta clàssic que viu enmig nostre, per experimentar una barreja goethiana de "forma" i "contingut", en ser persuadit que l'ànima no és una substància feta de cotó metafísic, sinó més aviat la despreocupada i suau psique. Els poemes de Kuzmín no només són fàcils de memoritzar, sinó que també de recordar, de dir (la impressió de record després de la primera lectura) i que surin a la superfície com si sortissin de l'oblit (classicisme).
En el seu assaig A Letter about Russian Poetry (1922), Mandelxtam va afirmar que Kuzmín havia dut "les cançons dissidents de les ribes del Volga, una comèdia italiana de la seva mateixa Roma natal, i tota la història de la cultura europea en la mesura en què havia sigut músic —des del "Concert" de Giorgione al Palau Pitti fins als poemes tonals més recents de Debussy".

## Traduccions
- Александрийские песни|Canções alexandrinas, Oleg Almeida (Trans.), (n.t.) Revista Literária em Tradução, nº 2 (mar/2011), Fpolis/Brasil, ISSN 2177-5141.
- Canções alexandrinas: Tradução, apresentação e notas explicativas de Oleg Almeida. Arte Brasil: São Paulo, 2011, 50 p. ISBN 978-85-64377-01-1.
- M. Kuzmin, Wings, tr. H. Aplin (2007)
- M. Kuzmin, 'The Venetian Madcaps', tr. M. Green, in Russian Literature Triquarterly; 7 (1973), p. 119-51.
- M. Kuzmin, Wings: prose and poetry, tr. N. Granoien, M. Green (1972)
- M. Kuzmin, Alexandrinische Gesange, tr. A. Eliasberg (1921).